# Кінський часник
Кінський часник або часничник (Alliaria) — рід трав'янистих рослин родини капустяні (Brassicaceae). Назва походить від латинського слова «allium». тобто «часник».

## Опис
Дворічні трав'янисті рослини, утворює кущі і живоплоти, досягаючи висоти 30–90 см. Мають зелене прямовисне листя трикутної або серцеподібної форми, черешкове з зубчастими краями завдовжки 10–15 см і завширшки 2–6 см. Листя утворюють базальну розетку. Для розтертих листя рослин характерний часниковий запах, звідки походить наукова назва.
Квітки невеликі з 4 поперечними пелюстками. Чашолистки прямовисні, пелюстки білі. Плід — прямовисний, чотиристоронній зелений стручок, чорне насіння в стручку розташовані в 1–2 рядки.

## Розповсюдження
Поширено в Європі, Азії, Північній Африці.

## Застосування
Вживається в їжу як приправа замість часнику і як салат.

## Види
- Alliaria auriculata
- Alliaria brachycarpa
- Alliaria petiolata